# دراب (الألب الجبلية)
دراب، الألب الجبلية (بالفرنسية: Drap)‏ هي بلدية فرنسية تقع في إقليم الألب البحرية من منطقة بروفنس ألب كوت دازور في جنوب شرق فرنسا. تبلغ مساحة هذه المدينة 5.54 (كم²)، وترتفع عن سطح البحر 105 م، يبلغ عدد سكانها 4561 نسمة حسب إحصاء المعهد الوطني للإحصاء والدراسات الاقتصادية سنة 2009 م. وترأس Marc Morini البلدية خلال فترة (2008-2014).

## توأمة
لدراب (الألب الجبلية) اتفاقيات توأمة مع:
- ألساندريا ديلا روكا

## أعلام
- جان بول روستاني

## وصلات خارجية
- صفحة البلدية على موقع المعهد الوطني للإحصاء والدراسات الاقتصادية